# فلسفه برای کودکان

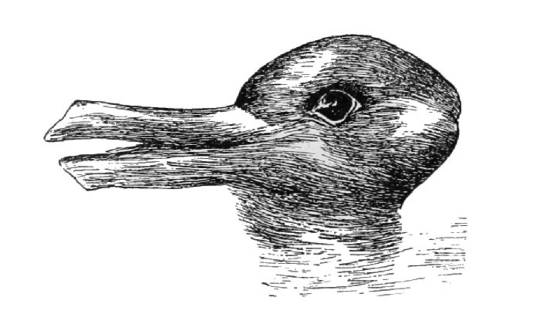
اردک یا خرگوش؟

فلسفه برای کودکان ( 4 الی 18 سال) (فبک) یا فکرپروری برای کودکان و نوجوانان برنامه‌ای برای آموزش تفکر تأملی و فلسفی است که به پرورشِ قدرتِ دلیل‌آوری، استدلال، داوری و تمییز در کودکان و نوجوانان می‌پردازد و دستِ کم، سه گونه تفکر نقادانه، تفکر خلاقانه و تفکر مراقبتی را در ایشان پیشرفت می‌دهد. برنامهٔ آموزش فلسفه برای کودکان، از جدیدترین رویکردهای آموزش مهارت‌های تفکر به‌ویژه تفکر نقادانه به کودکان است. این برنامه را در اوایل دههٔ ۷۰ میلادی، متیو لیپمن[1] طراحی کرد که به‌تدریج به شکوفایی و تکامل خود رسید. لیپمن برنامه آموزش «فلسفه برای کودکان» را یکی از روش‌های افزایش انواع هوش و تفکر در کودکان می‌دانست.

## پیشینه
در اواخر سال‌های ۱۹۶۰، وقتی متیو لیپمن در دانشگاه کلمبیا واقع در نیویورک در رشتهٔ فلسفه مشغول تدریس بود، متوجه شد که دانشجویانش فاقد قدرت استدلال و قضاوت هستند. او به این نتیجه رسید که برای تقویت قدرت تفکر این دانشجویان دیگر بسیار دیر شده‌است و قدرت استدلال باید از همان کودکی تقویت شود. متیو لیپمن را بنیان‌گذار فلسفه برای کودکان می‌دانند. لیپمن در سال ۱۹۷۲ به دانشگاه مونتکلر ایالت نیوجرسی نقل مکان کرد و در سال ۱۹۷۴
مؤسسه IAPC را با عنوان مؤسسه بسط و ترویج فلسفه برای کودکان تأسیس کرد.

## پرورشِ تفکر خلاقانه در کودکان
تفکر خلاقانه به عنوان یک استعداد بالقوه نیازمند توجه و پرورش است، زیرا این توانایی نیز مانند همهٔ تواناییهای انسان، جز در سایه بارورسازی به فعلیت نخواهد رسید. از اینرو، پرورش آن می‌بایست از سنین کودکی آغاز گردد و زمینه‌سازی جهت رشد آن برعهده خانواده، مهدکودک و مدارس می‌باشد.